# Campiglossa basifasciata
Campiglossa basifasciata är en tvåvingeart som först beskrevs av Erich Martin Hering 1941.  Campiglossa basifasciata ingår i släktet Campiglossa och familjen borrflugor.
Artens utbredningsområde är Peru. Inga underarter finns listade.